# Præsidentvalget i USA 1880
Præsidentvalget i USA 1880 var det 24. præsidentvalg, der blev afholdt tirsdag den 2. november 1880. Valgdeltagelsen var en af de højeste i landets historie.
Den siddende præsident Rutherford B. Hayes søgte ikke genvalg og holdt derpå et løfte, der blev givet i forbindelse med kampagnen i 1876. Efter det længste konvent i partiets historie, valgte et splittet republikansk parti James A. Garfield, som deres præsidentkandidat. Garfield var medlem af Repræsentanternes Hus fra Ohio. Det Demokratiske Parti valgte General Winfield Scott Hancock fra Pennsylvania som deres præsidentkandidat.
Valgkampen drejede sig hovedsageligt om spørgsmål relateret til Den Amerikanske Borgerkrig, told og kinesisk immigration. Garfield og Hancock modtog hver over 48% af vælgerstemmerne, mens den resterende andel af vælgerstemmerne tilfaldt andre kandidater fra andre partier. Valget i 1880 var det sjette præsidentvalg i træk, der blev vundet af republikanerne, hvilket er den næstlængste sejrsrække i amerikansk historie efter Det Demokratisk-Republikanske Parti i perioden 1800-1824.
Det var blot 1.898 stemmer (0,11%), der adskilte antallet af de to hovedkandidaters samlede vælgerstemmer. Dette repræsenterer den mindste sejr, hvad angår samlede vælgerstemmer nogensinde registreret. I valgmandskollegiet var Garfields sejr dog noget større; her vandt han den afgørende delstat New York med 21.033 stemmer (1,91%). Hancocks sejr i sydstaterne var ikke nok til en samlet sejr, men denne dominans cementerede det demokratiske partis dominans i denne regionen i flere generationer. Valget var det første præsidentvalg, hvor folk i hver delstat var i stand til at stemme direkte på præsidentvalget. Begge kandidater vandt det samme antal delstater, hvilket ført igen blev gentaget i forbindelse med 2020-valget.